# Kim Young Oh
Kim Young-oh ( en coreano: 김영오) (Seúl, 19 de abril de 1976) es un dibujante y escritor de manhwa de Corea del Sur.

## Obras
Su debut fue como ilustrador junto a Jeon Sang Yeong (전상영) con el cómic Baljak (발작) un manhway sonyeon de acción de 12 volúmenes que tiene lugar en una escuela de secundaria.
Seguidamente, Kim se hizo cargo de crear a Banya el mensajero protagonista de Banya, mensajería urgente (폭주배달부 반야, Pok Ju Baedal Bu Banya) una obra en cinco volúmenes. Con gran éxito en Corea del Sur, este manhwa que narra las aventuras de un grupo de mensajeros en un mundo apocalíptico que son capaces de realizar cualquier entrega por un precio adecuado fue traducido al inglés (publicado en Estados Unidos por Tokyopop en 2004), al francés y al italiano.
En 2008, se junta con Oraebalgeum para ilustrar la obra “Gwi” (귀 (鬼) , también de cinco tomos. Este manhwa seongin publicado por Booking, tuvo menor aceptación pese a lo frenético de sus enfrentamientos.

## Premios
En 1999, recibió el premio al mejor autor del año otorgado por la revista coreana Booking.

## Entorno familiar
En el primer volumen de Banya, Kim incluye una dedicatoria a su madre agradeciéndoles sus “generosos sacrificios”.